# Signalement
Een signalement (etymologie: het Franse "signaler" of opmerken) is een precieze beschrijving van een uiterlijk. Met name van dat van een voortvluchtig misdadiger. Ook in paspoorten kan een signalement zijn beschreven. Ook de beschrijving van een vliegtuig wordt een signalement genoemd.
Een signalement is ontoereikend voor het identificeren van personen. Zij kunnen hun uiterlijk immers veranderen en zij worden ouder. Daarom probeerde men al in de 19e eeuw tot een heel systematische beschrijving van lichaamskenmerken te komen. Men mat daarvoor onder andere de lengte van vingerkootjes en de afstand tussen neus en oren. Dat moest voorkomen dat men niet kon aantonen dat een arrestant ook werkelijk degene was die men zocht. In de 19e eeuw gingen landlopers en zwervende personen soms vrijuit omdat men niet kon bewijzen dat zij en de gezochte persoon een-en-dezelfde man waren.
De ontdekking van de individuele vingerafdrukken en de fotografie maakte het de criminalistiek mogelijk om een nauwkeurig en in het geval van vingerafdrukken onweerlegbaar bewijs van identiteit te leveren. DNA-onderzoek geeft de opsporingsautoriteiten een signalement dat, behalve bij eeneiige tweelingen, compleet en onweerlegbaar is.